# Кам
 Тази статия е за града в Германия.  За окръга вижте Кам (окръг).  
Кам (на немски: Cham) е окръжен град в Горен Пфалц в източна Бавария, Германия, с 16 508 жители (31 декември 2014).
Намира се на 60 km североизточно от Регенсбург на река Реген, ляв приток на Дунав. На ок. 20 km североизточно от Кам е границата с Чехия, и на ок. 90 km североизточно се намира Пилзен.
Кам е споменат за пръв път като град през 976 г. като на латински: Civitas Camma.

## Личности
- Анна Боемска (1319 – 1338), родена в Кам, сестра на император Карл IV, съпруга на херцог Ото IV от Австрия.